# Duca di Rohan-Rohan
Il titolo di Duca di Rohan-Rohan è un titolo nobiliare francese che venne concesso da Luigi XIV di Francia a Hercule Mériadec de Rohan-Soubise, nobile e militare francese, discendente dell'omonima casata bretone, nel 1714. 
Gli succedette Carlo di Rohan-Soubise (1715-1787), alla cui morte, avvenuta in assenza di figli maschi, il titolo si estinse.

## Storia
La baronia di Frontenay en Saintonge (oggi Frontenay-Rohan-Rohan), fu eretta nel ducato di Frontenay nel luglio 1626 a favore di Beniamino di Rohan-Soubise, signore di Soubise. 
Alla sua morte senza eredi diretti nel 1642, il ducato passò a sua nipote Marguerite de Rohan (1617-1684 ca.), che divenne Signora di Frontenay. Marguerite era sposata con Henri Chabot, signore di Saint-Aulaye, successivamente duca di Rohan (nel 1648). Lasciò in eredità il ducato di Frontenay a sua figlia Anne de Rohan-Chabot che nel 1663 sposò François de Rohan, conte di Rochefort e gli portò in dote Frontenay. 
La terra di Frontenay fu di nuovo eretta in un ducato con il nome di Rohan-Rohan (per distinguerla dal titolo di Duca di Rohan, appartenente alla famiglia di Rohan-Chabot) nel 1714 a favore del figlio Hercule Mériadec de Rohan-Soubise.

## Duchi di Frontenay (1626-1642)
1. Beniamino di Rohan (1585-1642) signore di Soubise e barone di Frontenay, I duca-pari di Frontenay (1626)[1].

## Duchi di Rohan-Rohan (1714-1787)
1. Hercule Mériadec de Rohan (1669-1749), I duca di Rohan-Rohan e pari di Francia (1714)[1], principe di Soubise, principe di Maubuisson, conte di La Voulte, di Tournon, d'Albon e di Saint-Gérand-de-Vaux, marchese d'Annonay, barone di Longuèze, signore di Serrières;
2. Charles de Rohan (1715-1787), duca di Ventadour e pari di Francia (1717), principe di Maubuisson, principe di Soubise (1724), principe d'Épinoy (1724-1739 e 1742-1787), marchese di Roubaix, conte di Saint-Pol, II duca de Rohan-Rohan e pari di Francia (1749, nipote del precedente), maresciallo di Francia, ministro di Stato, I connestabile ereditario delle Fiandre, siniscalco di Hainaut.